# Lichina
Lichina es un género de hongos de la familia Lichinaceae. El género contiene dos especies, aunque algunos autores señalan a siete especies, que forman líquenes (o en la nomenclatura moderna hongos liquenizados.
En general son específicos de ambientes marinos. Son comunes en las rocas inmediatamente por encima de la zona intermareal como el caso de Lichina pygmaea, pero también en la zona supralitoral como es el caso de Lichina confinis. En ambas especies, la cianobacteria simbionte pertenece al género Calothrix.

## Especies
- Lichina confinis (O.F. Müll.) C. Agardh

- Lichina pygmaea (Lightf.) C. Agardh